# 2025年3月イスラエルによるガザ地区への攻撃
2025年3月イスラエルによるガザ地区への攻撃（2025ねん3がつイスラエルによるガザちくへのこうげき）は、2023年パレスチナ・イスラエル戦争中の2025年3月18日夜にイスラエルがアメリカ合衆国と連携して行ったガザ地区への奇襲攻撃。イスラエル国防軍（IDF）による呼称は「マイト・アンド・ソード作戦」（ヘブライ語：מבצעוזרב, Oz VaHerev）。
この攻撃により2025年の停戦協定は事実上崩壊し、ガザ虐殺が再開。263人の女性と子どもを含む400人以上のパレスチナ人の死者を出し、2023年パレスチナ・イスラエル戦争において最大規模の被害を出した。

## 概要
2025年1月19日、イスラエルのベンヤミン・ネタニヤフ首相はハマースとの、3段階にフェーズを分けた停戦協定に合意した。この協定では、第2段階終了時までにすべてのイスラエル人質が解放され、2023年パレスチナ・イスラエル戦争は永久に終結することになっていた。3月1日に第1段階が終了した後、ハマース側は当初の停戦合意で想定されていた第2段階への移行を支持したが、ネタニヤフ首相とトランプ政権は条件の再交渉を主張した。イスラエルはまた、停戦合意の条件であるのにもかかわらず、ガザ地区からの撤退を拒否した。さらに、停戦中にイスラエルはガザ地区で140人以上のパレスチナ人を殺害した。3月、イスラエルはすべての食料と医薬品がガザに入るのを妨害した；その後、ガザ地区の主要な海水淡水化装置への電力供給を停止し、事実上の断水となった。これらの行為は戦争犯罪とみなされている。
3月18日午前2時、イスラエル軍はガザ市、ハーンユーニス、ラファフなどガザ地区各地への大規模な奇襲攻撃を開始した。ガザ保健省によれば、この攻撃で413人以上が死亡し、そのほとんどが女性と子どもだったという。空爆は大体は民家に対して行われ、1つのテントキャンプが延焼した。 病院は死傷者であふれかえった。イスラエル国防軍は、この攻撃はハマース指導者及び幹部、中堅の軍司令官、および作戦基盤を標的としたと発表した。他の情報筋によると、イスラエルは無差別にガザ地区を攻撃したという。この攻撃で何世帯かが家族諸共死亡した。
ハマース側はこの空爆を停戦協定の違反として非難し、イスラエルがガザに拘束されている人質を危険にさらしていると非難した。3月20日には、テルアビブにロケット弾を発射して報復攻撃を行った。イスラエル政府は、ハマースが追加の人質解放のために、停戦期間を延長することを拒否したため、攻撃を行ったと発表した。しかし、ハマースは停戦合意の第2段階に合意していたのではないかという指摘もある。この攻撃は国際的に多くの反響を呼び、国連安全保障理事会は危機的状況に対処するための緊急会合を実施した。

## 背景
2025年1月中旬、2025年イスラエル・ハマース停戦協定が発効し、2023年パレスチナ・イスラエル戦争は一時停止となった。停戦合意の条件には、3つの段階が含まれていた: 第1段階ではイスラエルとパレスチナの捕虜の交換を一部ではあるが実施し、ガザ地区への援助を拡大する。第2段階では捕虜の交換を完了し、戦争の終結を宣言する。第3段階ではガザ地区の復興に取り掛かる。第2段階の詳細はこれから交渉されるが、バイデン政権は、第2段階が合意できるまで第1段階の停戦を継続することを明らかにしていた。停戦期間中であるにもかかわらず、イスラエル国防軍はガザ地区を空爆し、多くの子どもを含む150人以上を殺害した。イスラエルは、アムネスティ・インターナショナルによって、ガザでジェノサイドを行っていると認定されている。
イスラエルは、当初の合意どおり停戦の第2段階を継続する代わりに、「新プラン」（スティーブ・ウィトコフにちなんで「ウィトコフ・プラン」と呼ばれる）を主張し、ハマースが停戦期間を50日延長することに合意するのと引き換えにイスラエルの捕虜を更に解放するというもので、実質イスラエルが戦争を再開した場合を考慮したものだった。「ウィトコフ・プラン」は、イスラエルとハマースが1月に合意した内容とは殆どが異なっており、この新プランの提唱は停戦第2段階への移行を拒否すると同意義、即ち、事実上「停戦合意を破棄」したことになる。CBSニュースは、トランプとネタニヤフの構想の一部も、停戦合意の条件と矛盾しているとしている。ハマース側は、1月に合意された停戦合意をしっかりと履行するように警告した。
イスラエル政府とアメリカは、当初の停戦合意の再交渉を主張した。イスラエルは、ハマースが当初の取り決めに固執することを望むのは、停戦延長の「拒否」であると決めつけた。イスラエルの新たな提案は、捕虜交換の拡大と引き換えに当初の停戦期間を延長するというものだったが、この延長は1月の停戦合意には含まれていなかった。アメリカ国家安全保障会議の報道官は、「ハマースは停戦期間を延長するために人質を解放することもできたが、拒否し、戦争を選んだ」と主張した。
パレスチナ当局によると、イスラエル国防軍は停戦合意を何百回も破り、ガザ地区への攻撃を行ない、100人以上が死亡したという。殺されたのは、「薪を集めたり、家の様子を見たりしていた民間人」だったという。一方、ネタニヤフ首相とイスラエル政府高官は、ハマースが儀式やプロパガンダに人質を使うことで、停戦合意を何度も違反したと主張している。さらに、イスラエルのギドン・サール外相は、ハマースが援助物資を押収し軍事目的に流用しているとし、合意に違反していると証拠も示さずに主張した。ハマース側はこの主張を否定している。
イスラム教の断食期間であるラマダーンが始まった直後の3月2日、イスラエルはガザ地区へのすべての人道支援物資（食料や燃料を含む）の搬入を停止した。その数日後、イスラエルは50万人のパレスチナ人に飲料水を供給していたガザ地区の主要な海水淡水化装置への電力供給へを停止した。アムネスティ・インターナショナルは、食料と水の供給を全て遮断することは、イスラエルがパレスチナ人の絶滅を目的とした政策を実施しており、ジェノサイドにあたると述べた。国境なき医師団は、パレスチナ人から飲料水を奪うことは戦争犯罪であると述べた。
3月17日と18日、イスラエル当局者は、ハマースなどのパレスチナ武装勢力が軍事力を増強し、ガザにあるイスラエル人コミュニティやイスラエル兵に対する攻撃を準備していると述べた。ただ、イスラエルはこれらの主張の根拠を示さなかった。ハマースはこれらの主張を否定した。

### イスラエルの内部事情
イスラエルのベンヤミン・ネタニヤフ首相は、連立政権を運営しているが、極右の閣僚が多くいる。結果、ガザ地区に対する戦争再開を急かされることとなる。この戦争を通じて、ネタニヤフ政権の極右の閣僚は、ガザ地区の永久的な支配とユダヤ人入植地の再確立を求めてきた。ネタニヤフ首相はこれまでこうした圧力に抵抗し、1月に停戦協定に調印した際には、イタマル・ベン-グヴィル安全保障相が内閣から離脱した。 3月18日のイスラエルによるガザ攻撃後、ベン-グヴィルは再び大臣職に復帰した。野党議員は、ネタニヤフ首相と同政権は、ハマース含むパレスチナ武装勢力の壊滅も、ガザ地区に残されたイスラエル人の人質を救出することもできなかったと非難した。
批評家たちは、3月18日の攻撃はネタニヤフ首相の法的トラブルの結果だとの見解を示している。 ネタニヤフ首相は3月18日に汚職に関する裁判で証言する予定だったが、攻撃の結果、法的手続きは延期された。

### ガザ地区からパレスチナ人を追放する論調
2025年2月4日、ドナルド・トランプ米大統領はガザ地区を「占領」し「所有」する意向を表明した。また、ガザ地区に住む200万人のパレスチナ人をガザ地区から永久追放することも提案した。この計画はネタニヤフ首相によって支持されたが、人権専門家からは国際法違反として非難された。3月18日の攻撃はトランプ大統領の承認のもとに行われた。
イスラエルの極右組織ナチャラは、ネタニヤフ首相に対して、ハマースに早く勝つことと、パレスチナ人のガザ地区からの追放を繰り返し要求していた。

## 攻撃

### 3月18日
攻撃は2025年3月18日、イスラム教のラマダン（断食月）中の現地時間午前2時20分ごろに始まった。約2カ月前の停戦期間を経て、2025年3月18日に行われたイスラエル軍の攻撃は奇襲攻撃であり、イスラエル軍も「奇襲作戦・欺瞞作戦を成功させるために、攻撃計画はイスラエル国防軍内でも公にされなかった」としている。
イスラエル軍機は午前2時30分にガザ地区領空の突破を開始し、イスラエル国防軍はテレグラムで、イスラエル国防軍とイスラエル総保安庁が「ガザ地区のハマース及びその他テロ組織に属する攻撃対象に対して大規模な空爆を行っている」と発表した。AP通信によると、イスラエルのネタニヤフ首相は、停戦交渉が行き詰まりを見せたため、空爆を命じたという。IDFによると、空爆が実施されたのはラファフ、ハーンユーニス、デイル・アル＝バラフ、ヌセイラト、ブレイジ、アル＝ザイトゥーン、アル＝カラマ、ベイト・ハヌーンである。アルジャジーラはラファフのアル＝マワシでも空爆が実施されたと報じた。
匿名のイスラエル軍関係者はロイターの取材に対し、攻撃については無期限で継続し、空爆以外の作戦も実施する予定であると述べた。
ガザのアルジャジーラ記者によると、イスラエル軍の戦車による激しい砲撃が、ハーンユーニスのアバサン・アル＝カビラ地域東部に襲い掛かったという。アバサン・アル＝カビラで車に乗っていた家族6人が空爆で死亡した。一連の砲撃で13人が死亡したと報じられている。ラファフの空爆では、ある家族の全員（17人）が死亡したと伝えられた。攻撃当時、難民を保護していたガザ市のアル＝タビイン学校が空爆を受け、建物の一部が崩壊した。アル＝シャティ難民キャンプにあるガザ市の刑務所も空爆を受け、建物が崩壊し、36人以上の囚人と刑務官が死亡した。

### 3月19日
攻撃は19日午後6時から未明まで続いた。イスラエルはラファフとハーンユーニスで攻撃を開始し、14人が死亡、テント野営地で避難していた母子が死亡した。ほか、ガザ市北西部にある5階建ての住宅を攻撃した結果、建物は完全に崩壊したと伝えられた。ガザの義勇軍は、空爆時に30人が建物内にいたと推定し、3人の遺体と重傷の生存者1人を確認した。ガザ市東部では激しい砲撃が報告された。また、国連の関係者によると、国連の迎賓館が空爆による被害を受けたとのことである。一方イスラエルは報道を否定している。

### 3月20日
3月20日未明、イスラエルはガザ地区に対して複数の攻撃を開始し、少なくとも80人のパレスチナ人が死亡した。攻撃が開始された地域には、バニ・スヘイラ、アバサン・アル＝カビラ、アル＝フカリ、モスベ、ベイト・ラヒアなどが含まれ、少なくとも11棟の住宅が更地と化した。攻撃された地域の多くは民間の家屋であり、その結果、女性や子どもに新生児のほか、攻撃時に寝ていた男性などが死亡した。ガザ保健省は、3月18日以降の死者は591人に上り、負傷者は1,042人に上ると発表した。
ハマース側は報復としてテルアビブにロケット弾を発射した。ハマース当局によると、仲介者がイスラエルに攻撃停止を圧力をかける時間を与えるために一時は静観していたが、攻撃の激化や死者の増加を受けて報復に踏み切ったとのことである。イスラエルは、発射された3発のロケット弾は迎撃されたか、空き地に落下し、死傷者は出なかったと主張した。

### 3月21日
イスラエル軍は、ガザ地区唯一のガン専門病院であるトルコ・パレスチナ友好病院に空爆を行った。ガザ民間防衛隊は、イスラエルの攻撃で11人が死亡したと発表した。ハマースは「イスラエルが行っているガザの民間人に対する虐殺」の報復としてアシュケロンにロケット弾を発射した。

### 地上作戦
3月18日、IDFは、緩衝地帯を拡大し、ガザ地区を二分するネツァリム回廊を奪還する目的で、ガザ中心部での「集中的地上作戦」を開始した。3月19日、IDFはこの作戦を公に発表し、ネツァリム回廊の中心部を部分的に奪還した。道路の奪還により、ガザ地区の北部と南部の間のパレスチナ人の移動は困難となった。3月20日、イスラエル軍はラファフの住民に警告することなく、ラファフ攻勢を再開した。

## 人道支援の提供に対する妨害
イスラエルは空爆の前も、空爆中も、そして空爆後も、食料、水、医薬品、医療品、調理材料、その他の必需品を含むすべての人道物資を全面的に封鎖していた。国連安全保障理事会がケレム・シャローム検問所に残された援助物資の回収と配布を何度か要請したが、「組織的に拒否」されたという。さらに、イスラエルは海水淡水化装置への電力供給を停止し、約60万人が水質が良い水を飲めなくなった。ほか、支援の妨害は、食料の価格高騰を招き、ガザ北部では野菜の価格が3倍に跳ね上がり、世界食糧計画（WFP）の補助を受けているパン屋（少なくとも6店舗）は、調理用品とガスが不足した結果、閉店を余儀なくされた。
3月19日、国連人道問題調整事務所（OCHA）は、イスラエルが新生児特定集中治療室用の人工呼吸器20台と新生児用のポータブル保育器9台を含む医療機器のガザへの流入を阻止したと報告した。
さらにイスラエルは、ヨルダン川西岸地区の約1,000カ所に置かれているバリケードや検問所で、パレスチナ人の移動を制限している。この妨害により、一般市民は危険な道を迂回することを余儀なくされたり、数時間の渋滞に巻き込まれたり、ヨルダン川西岸地区の企業経営に大きな影響を与えたと報じられている。

## 死傷者
3月18日の攻撃で、413人が死亡、内174人が子供と発表された。ガザ保健省は、攻撃により560人以上が負傷したと報告した。ガザ保健省の発表では263人が女性と子供を含む404人が死亡したとのことである。結果的に3月18日のこの攻撃は、2023年10月にガザ侵攻が始まって以来、パレスチナ人にとって最も死者が多い日のひとつとなった。ほか19日・20日を含めると、死者が591人、負傷者が1,042人にまで上った。
ガザ地区の政府系メディアは、死傷者のほとんどが女性、高齢者、子どもであるとし、「家族全員」が殺害されたケースもあると報じた。ほか、今回の攻撃はガザ住民の意思を破壊するために戦術的に計画されたものだとし、国際社会に対し、攻撃を止め、イスラエル当局者の責任を追及するよう求めた。
また、イスラエルはガザの国連支局に空爆を行い、ブルガリア人1人を殺害、4人を負傷させている。
ガザのイッサム・アル＝ダアリス政府行政委員会委員長（首相と同等の地位を持つ）は、3月18日の攻撃で死亡した。他に殺害された政府高官は以下の通り： マフムード・アブ・ワトファ（ガザ地区内務省次官）、バハト・アブ・スルタン（国内治安主任）、アフメド・オマール・アル＝ハッタ（ガザ地区法務省次官）。イスラーム聖戦のスポークスマン、アブ・ハムザも空爆で死亡した。加えて、ハマースも、政治局のメンバーであったヤセル・ハーブ、M・ムハンマド・アル・ジャマシ、サラー・アル＝バルダウィル、イスマイル・バルフームの死亡を報告した。民衆抵抗委員会は、砲兵部隊の司令官で中央軍事旅団評議会のメンバーであったムハンマド・アル＝バトランの死亡を発表した。27日、イスラエルによるジャバリア難民キャンプへの空爆で、ハマースのスポークスマンであったアブデル・ラティフ・アル・カヌアが死亡、数人が負傷した。
アル・シファ病院のムハンマド・アブ・サルミヤ院長は、攻撃による被害者への緊急対応中、医療物資の不足のため、病院内で負傷者が「毎分」死亡していったと報告した。また、ガザ市からガザ北部にかけては、集中治療室が4床しかなく、瓦礫の下にいる負傷者を治療するのは「極めて困難」であったと述べた。
ガザ中心部では70人以上が負傷したと報告されている。

## 余波

### 避難指示
IDFは、ガザ東部の地域に住むすべての民間人に対して、退避し中心部へ移動するよう命じた。退避命令が出された地域には、北ガザ県のベイト・ハヌーンをはじめ、ハーン・ユーニス県のアバサーン・アル・カビーラ、アバサーン・アル・サギラ、そしてクザアが含まれガザていた。

### ガザへの対応
ガザ教育省は、数十の学校で授業の中止を命じた。
3月25日、北ガザ県で戦争疲れによって地元住民が反ハマースを訴える抗議活動を行った。

## 反応
戦争の仲介国らは、再び停戦を仲介するための外交努力を強化した。アメリカはイスラエルの自衛権を再確認し、停戦を延長するための人質交渉における失敗の責任をハマースに帰した。ホワイトハウスは声明を発表し、ハマースおよびその他パレスチナ武装勢力が「代償を払うことになる」と述べ、さらに「全ての地獄が解き放たれるだろう」と繰り返した。

### パレスチナ
ハマースの幹部であるイザット・アル＝リシェクは、「ネタニヤフの戦争再開の決定は、占領下の囚人たちを犠牲にし、彼らに死刑を科すような決定だ」と述べた。ハマース高官はロイター通信に対して、攻撃再開は、イスラエルが2023年1月19日に始まった停戦を一方的に終了させたことを示していると述べた。イスラーム聖戦（PIJ）は、イスラエルを「停戦達成のためのすべての努力を故意に妨害している」と非難し、ガザに対する「絶滅戦争」を再開しようとしていると述べた。ほかPIJは、第6次ネタニヤフ内閣を「血に飢えたナチス政権」と揶揄し、ネタニヤフ内閣は目標を達成できないと宣言した。ハマース幹部のターヘル・アル＝ヌヌは、攻撃を「国際社会の道徳的試練」と表現し、国際社会が試練を乗り越えるために、民間人への爆撃を続けることを許容するのか、それともパレスチナの民間人に対する暴力を止めるために行動するのかにかかっていると述べた。ハマースは3月20日に報復としてテルアビブに向けてロケット弾を発射し、「仲介者がイスラエルに攻撃停止を圧力をかける時間を与えるために一時は静観していたが、攻撃の激化や死者の増加を受けて報復に踏み切った」と説明した。

### イスラエル
イスラエルのイスラエル・カッツ国防大臣は、イスラエルは「ガザでの戦闘を再開した」と述べた。さらに、ハマースがパレスチナ領内にいるすべての囚人（イスラエル人）を解放しなければ、イスラエルはガザに対して「地獄の扉を開ける」とし、「ハマースがこれまでに経験したことのないような力を放つ」とも述べた。イスラエルは攻撃中、ラファ検問所を無期限で閉鎖した。
ベンヤミン・ネタニヤフ首相の事務所はX（旧Twitter）で声明を発表し、ハマースは10月7日の攻撃で誘拐されたイスラエル人質を解放することを一貫して拒否しており、仲介国やアメリカのスティーブ・ウィトコフ中東特使が提案したすべての案を拒否していたと主張した。
イスラエルのギドン・サール外相は、交渉が停滞し、攻撃前の2週間半でハマースによる人質の返還が停止したため、イスラエルは「停戦協定を破る以外の選択肢がなかった」と述べた。サールは当時の状況を「行き詰まっていた」と表現し、「（ハマース側の）さらなる行動がなければ何も進まない」と強調した。また、攻撃によって開始された軍事作戦は一日限りのものにはならないとも述べた。

### 国際的な反応
- オーストラリア — アンソニー・アルバニージー首相は攻撃後、「非常に大きな苦しみが生じている。すべての当事国に停戦と人質交換の遵守を求める」と述べ、さらに「我々は引き続き働きかけを行い、オーストラリアは地域の平和と安全のために立ち上がり続ける」とした[2]。
- バングラデシュ — バングラデシュ外務省は、イスラエルの攻撃再開を強く非難し、「これにより、特に女性や子供を中心に広範な民間人の犠牲者が出ており、人道的状況がさらに悪化した」と述べた。バングラデシュはさらに、イスラエルに対して軍事行動を停止し、国際法を遵守するよう求め、国連と国際社会に対しては、迅速に行動し戦争を終結させ、民間人を保護しガザに援助が届くようにするよう呼びかけた[80][81][82][83]。
- ベルギー — マキシム・プレヴォ（英語版）外務大臣はX上で、双方に停戦合意の第二段階を遵守するよう呼びかけ、「すべての人々のための再建と平和への道を開くべきだ」と述べ、さらに「新たなイスラエルの攻撃とその重い人的被害」を非難し、イスラエルによるパレスチナ人への人道支援の妨害は「国際法の重大な違反である」と付け加えた[2]。
- チリ — チリ政府は「ガザの民間人に対する残忍な攻撃」を非難し、停戦を呼びかけた[2]。
- 中国 — 外交部の毛寧報道官は、攻撃について「強い懸念」を示し、各当事国に対して「状況の悪化を引き起こす可能性のある行動を避け、より大規模な人道的災害を防ぐ」ように呼びかけた[2]。
- コロンビア — コロンビア政府は「無差別な」攻撃を非難し、「攻撃は停戦を危険にさらした」と述べ、停戦合意の維持を求めた[84]。
- エジプト — エジプト政府は、カタールとアメリカとともに仲介役を果たしている中、イスラエルの攻撃を「（停戦合意の）公然たる違反」と非難し、外務省は攻撃を「地域情勢の安定に深刻な影響を及ぼす恐れのある危険な攻撃」とした[2]。
- フランス — 外務省は攻撃を非難し、「人質を解放するための努力を危うくし、ガザの民間人の命を脅かしている戦闘行為を直ちに終了するよう」求めた[2]。ヨルダン国王アブドゥッラー2世との会談中、エマニュエル・マクロン大統領は攻撃について、「（平和への道が）劇的に後退した」とした[85]。
- ドイツ — アンナレーナ・ベアボック外務大臣は、イスラエルの攻撃について「大いなる懸念である」と述べ、さらに「難民キャンプで燃えるテントの映像は衝撃的だ。避難する子どもたちや国内の避難民が交渉のための駆け引きに使われることは決してあってはならない」と語った[2]。
- イラン — 外務省報道官は、アメリカは「占領されたパレスチナ領土でのジェノサイドの継続」に対して直接的な責任があると述べた[2]。
- アイルランド — ミホル・マーティン首相は、ガザに対するイスラエルの攻撃を非難し、すべての当事国に対して停戦と人質解放に関する合意を履行し、交渉に戻るよう呼びかけた。また、「ガザのすべての民間人のために、すでに想像を絶する苦難を強いられている人々のために、すべての戦闘を即座に終結させなければならない」とも述べた[2]。
- イタリア — ジョルジャ・メローニ首相は、ガザへのイスラエルの攻撃が人質解放のための合意の存続を危うくしていると述べた。イタリア上院での演説の中で、メローニ首相は「私たちはガザでの戦闘再開を非常に懸念して見守っています（中略）攻撃により、私たち全員が目指している目標、すなわちすべての人質の解放と戦闘の永久的な終結、さらにはガザ地区への人道支援の完全な再開が危険にさらされています」と語った[2]。
- ヨルダン — 政府のモハマド・アル＝モマン（アラビア語版）報道官は、ヨルダン政府は「イスラエルが行ったガザ地区への攻撃的で野蛮な爆撃」を注視しており、それを停止する必要性を理解していると述べた[2]。パリでフランスのマクロン大統領との会談中、国王アブドゥッラー2世は、攻撃と人道支援の妨害を「情勢の悪化を示している。危険だ」とし、民間人の命を脅かす可能性があると警告した[86]。
- レバノン — ヒズボラはイスラエルの「終焉の戦争」の継続を非難し、ガザへの支援を再確認した[87]。
- マレーシア — アンワル・イブラヒム首相は、ガザで人道支援を行っていたマレーシア・イスラム団体協議会（MAPIM）の援助作業員が死亡したとして、攻撃を非難した[88]。
- オランダ — カスパー・フェルトカンプ（英語版）外務大臣はX上で「すべての戦闘を永久に終結しなければならない」と述べ、すべての当事国に対して「ガザの停戦と人質解放の合意の条件を尊重すべきだ」とし、「すべての民間人は保護されなければならない」と強調した。また、「すべての当事国に対して（停戦合意）しっかりと履行するよう求める。残りの人質は解放されなければならず、人道支援は必要な人々に届かなければならない」と付け加えた[2]。
- ノルウェー — ヨーナス＝ガール・ストーレ首相は、イスラエルの攻撃がガザの人々にとって「大きな悲劇」であると述べ、「彼らはほとんど保護を受けていない。多くの人々はテントで、または壊滅的な状況の中で生活している」と語った[2]。
- ポーランド — 外務省は「ポーランドはガザ地区でのイスラエルの空爆による新たな戦闘と民間人の犠牲を深く憂慮している」と述べ、すべての当事国に対して停戦合意を遵守し、すべての人質の解放を可能にするよう求めた[89]。
- カタール — 外務省は攻撃を非難し、声明で「イスラエルのエスカレーションする政策が最終的に地域全体に広がり、地域の安全と安定を損なうことになるだろう」と警告した[2]。
- ロシア — クレムリンのドミトリー・ペスコフ報道官は、イスラエルの攻撃を受けて「螺旋状に情勢が悪化している」と警告した[2]。
- サウジアラビア — 外務省は、「イスラエル占領軍の攻撃再開と、武装していない民間人が住む地域への直接的な爆撃を、最も強い言葉で非難する」と述べた[2]。
- 南アフリカ — 国際関係・協力省は、攻撃を非難する声明を発表し、「南アフリカは軍事的な猛攻撃と、イスラエルが（ガザ地区への）援助を妨害し、ガザ地区へのエネルギー供給を断つ中で、ガザの何百万もの人々が深刻な食料と水の不足に直面していることを深き懸念している」と述べた[90]。
- スペイン — ホセ・マヌエル・アルバレス外務大臣は、ガザに対するイスラエルの攻撃を非難し、放送局オンダ・セロ（英語版）の取材に対して「ガザの情勢を表現する言葉が見つからない。私たちはこの新たな暴力の波と、新たな爆撃を悼み、拒まなければならない。これらは無差別的に民間人を攻撃している」と述べた[2]。
- スウェーデン — マリア・マルマー・ステナーガルド（英語版）外務大臣は、攻撃を「危険」とし、戦争終結を求めた[91]。
- スイス — 外務担当連邦参事はXで、「即時に停戦合意を再度履行し、すべての人質を解放し、そして人道支援を妨げずガザへの供給を進めるよう求める」と述べた[2]。
- トルコ — 外務省は、イスラエルの攻撃を「ジェノサイド政策の新たな段階」と呼び、イスラエルが地域で「新たな暴力のサイクル」を引き起こすことは受け入れられないと述べた。また、イスラエルの「敵対的なアプローチ」が地域の未来を脅かしていると付け加えた[2]。レジェップ・タイイップ・エルドアン大統領は、イスラエルを「テロ国家」と呼んだ[92]。
- アラブ首長国連邦 — 外務省は、イスラエルの攻撃を「最も強い言葉で非難」し、攻撃は「数百人のパレスチナ人の死傷を引き起こしており、1月に合意された停戦協定の違反を意味する」とした。また、外務省は「さらなる無実の人々の喪失を引き起こし、ガザ地区での人道的危機を悪化させる恐れのある軍事的エスカレーションの結果」について警告した[93]。
- イギリス — イギリス政府は、イスラエルとハマースに対し停戦合意を「完全に履行する」よう求め、すべての当事国に「緊急で対話に戻るよう」呼びかけた。キア・スターマー首相官邸の報道官は、「この停戦合意ができるだけ早く再開されることを望んでいる」と述べ、イスラエルの空爆による民間人の犠牲者が報告されたことについて「驚くべきことだ」と付け加えた[2]。デイビッド・ラミー外務大臣は、「外交こそが、イスラエル人とパレスチナ人のための安全を確保する方法であり、さらなる流血は望んでいない」と述べた[94]。スターマー内閣は、ラミー外務大臣が下院で行った、イスラエルが空爆で国際法を破ったとする発言を公に否定した。首相官邸は、ラミーが政府の攻撃に対する姿勢を越えて発言したかどうか、また謝罪すべきかについては外務省が判断するべきだと述べた[2][95]。
- アメリカ — ホワイトハウスのカロリン・クレア・リーヴィット報道官は、ハマース、フーシ派、イランのような組織・国家がイスラエル及びアメリカに対して行った行動が返ってくることをトランプ大統領が明確にしたと述べた[2]。また、トランプ大統領は「イスラエルとIDFを完全に支持し、ガザ地区に対して最近取られた行動を支持している」と述べた[96]。ドロシー・シェイ（英語版）米国国際連合臨時代理大使は、ハマースが停戦の提案をすべて拒否したため、戦闘再開について全責任を負うべきだと述べた[2][97]。
- イエメン — フーシ派が運営する最高政治評議会は「ガザ地区に対して敵のシオニストが攻撃を再開した」と非難し、さらに「パレスチナ人民をこの戦いで一人ぼっちにはさせない。イエメンは引き続き支援と援助を行い、対抗措置を強化する」と述べた[2]。その後、フーシ派はベン・グリオン国際空港に向けてロケット弾を発射した；IDFはイスラエル領内に到達する前に迎撃されたとしている[2]。